# Asyndetus fratellus
Asyndetus fratellus är en tvåvingeart som beskrevs av Aldrich 1896. Asyndetus fratellus ingår i släktet Asyndetus och familjen styltflugor. Inga underarter finns listade i Catalogue of Life.